# Correbia raca
Correbia raca là một loài bướm đêm thuộc phân họ Arctiinae, họ Erebidae.